# Beiuș

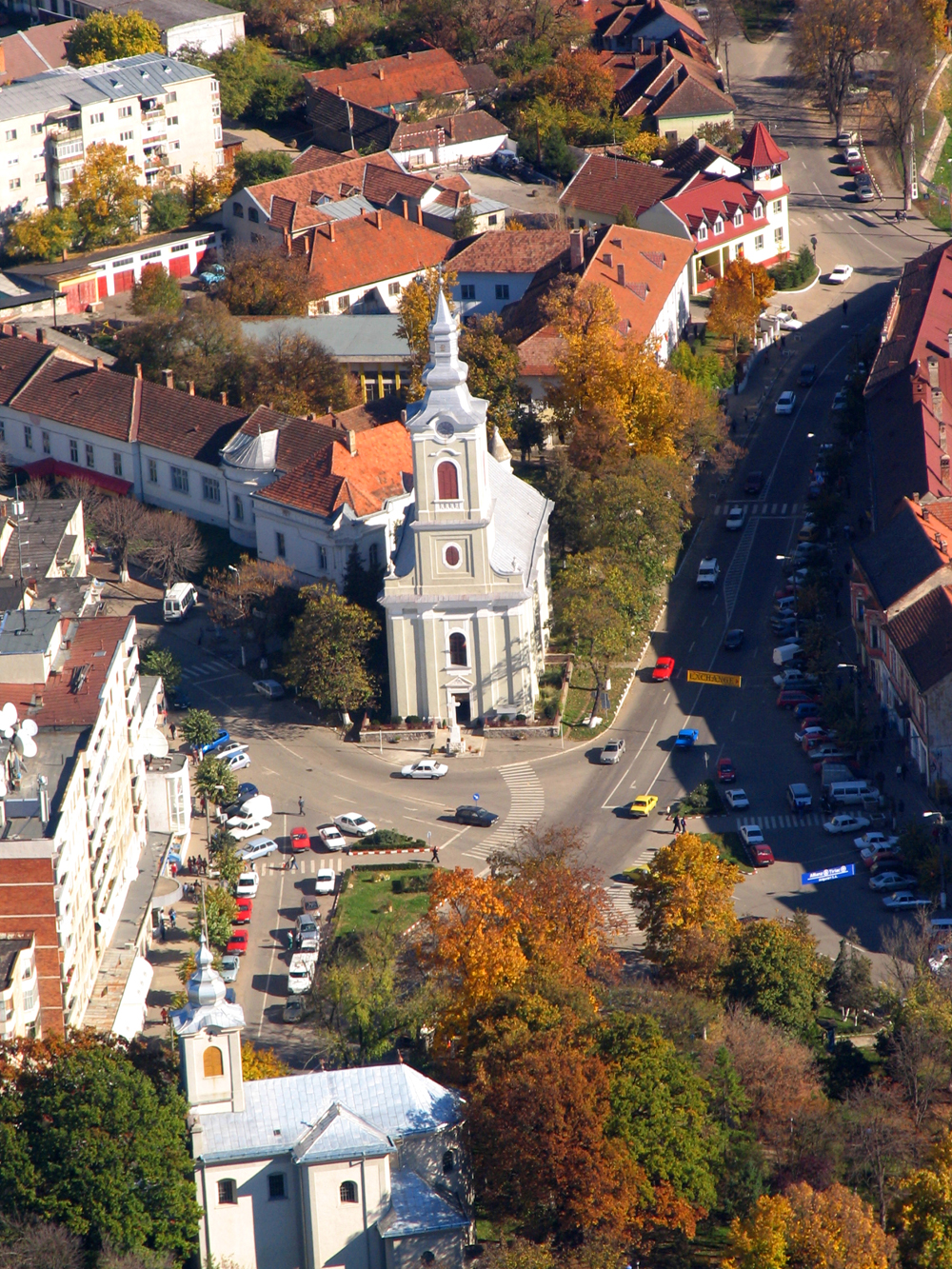
Vista de Beiuș.

Beiuș (En húngaro: Belényes, en alemán: Binsch) es una ciudad del distrito de Bihor ubicado en Rumanía, cerca de los montes Apuseni. La ciudad y el distrito pertenecieron un tiempo al Reino de Hungría desde su fundación en el año 1000, hasta el fin de la Primera Guerra Mundial en 1919. La localidad es atravesada por el curso del río Crișul Negru.

## Historia
Beiuș la primera mención en la historia fue en el año 1263, en la que se indica que se quemó durante una invasión mongola en 1241 previo a la batalla de Mohi de la cual a penas y pudo escapar con vida el rey Bela IV de Hungría. Posteriormente después de la época de ocupación turca, los ejércitos imperiales germánicos expulsaron a las fuerzas otomanas y pusieron todo el reino húngaro bajo su protección. Hallando amparo de las inclemencias de la vida con los turcos, enormes olas de gente rumana proveniente del Estado vecino de Valaquia comenzó a migrar a Transilvania, la región más importante del Este del Reino de Hungría. De esta forma, a partir de finales del siglo XVIII y principios del siglo XX, Beiuș constituye uno de los más importantes centros de aprendizaje de la lengua rumana en Transilvania. Esto ocurrió durante un período en que los rumanos tenían poco o ningún derecho político y su representación es muy pobre, incluso en la religión. 
El obispado de Estate de la Oradea se menciona por primera vez en la Regestrum Varadiensis. Se mencionó en virtud de Benenus en 1291, Belinis en 1300 y Benenes en 1309. 
En 1451 se convirtió en una ciudad real libre bajo el arzobispo húngaro Juan Vitez de Zredna. 
En 1552 el Obispado de Oradea cuenta con más de 420 casas. 
En 1570, en el marco del Acuerdo de Speyer, el Príncipe de Transilvania gobernó esta región. 
En 1660 el Imperio otomano conquistó Beiuș. 
En 1691 el Sacro Imperio Romano Germánico expulsó a los turcos otomanos y reunificó el Reino húngaro, por lo cual Beiuș pasó a la esfera de acción germánica de los Habsburgo. 
Tras esto el asentamiento comienza a repoblarse, yn un censo de 1692 se mencionan 9 familias húngaras. 
En un censo de 1715 se habla de 29 familias húngaras. 
En 1720 52 familias húngaras y 22 familias rumanas vivían en la ciudad. 
En 1754 un rumano abre la escuela secundaria, la segunda en Transilvania después de la de Blaj. 
En 1777 María Teresa de Austria fundó obispado católico griego con la residencia en Nagyvárad y dotado con el Obispado en una finca Beiuș. 
El obispo Samuil Vulcan (1806-1893) construyó una Iglesia Católica Griega, creado en la greco-católica en la escuela secundaria Beiuș y dotado con todo lo necesario. 
Para 1850 la prometedora ciudad había probado ser un verdadero santuario para escapar de la influencia turca, por lo cual en esta época ya vivían 1250 familias rumanas y 950 familias húngaras (sobrepasando los inmigrantes valacos a la población húngara). 
En 2002 Alrededor de 9.800 rumanos y de 900 húngaros viven en Beiuș.

## Lugares para visitar
Hoy en día, Beiuș es un lugar pacífico, que combina algunos grupos étnicos y tres veces más las religiones, como en anteriores ocasiones. La ciudad contiene magníficos edificios arquitectónicos, incluidos unos pocos iglesias antiguas y el instituto de estudios superiores "Samuil Vulcan", construido en 1828, que obtuvo el "Colegio Nacional" designación en 1998. La ciudad es un punto clave en la consecución de los Apuseni montañas y sus ricas minas, o de montaña como Stana de Vale o Arieșeni a través de pequeñas, pero pintorescas aldeas y comunidades como Budureasa o Vascau. Las montañas cercanas acogen a algunas de las más densas y espectaculares cuevas de piedra caliza del mundo. Estas cuevas contienen restos de la extinta cueva oso (Ursus speleus) y los seres humanos prehistóricos, enormes colonias de murciélagos, lagos subterráneos, increíbles formaciones calcáreas o, simplemente, lombrices de tierra gigantes que viven en ellas. 
Como era de esperar en un lugar con un rico patrimonio y larga historia, Beius tiene su propio museo de la ciudad que alberga más de 3000 piezas. El museo exhibe reflejar su historia natural, historia militar y el arte, pero la mayoría son famosos sus artefactos folclórica: los campesinos las herramientas, la cerámica, prendas de vestir y el arte popular se reunieron de todo el centro y el sur del condado de Bihor. Los túneles subterráneos en la ciudad también son famosos, puesto que se cree que unir y actuar como vías de escape utilizado durante la Edad Medieval. Su construcción se inició durante el reinado de Bela IV de Hungría. El paisaje incluye cerca: colinas agrícolas con cultivos que van desde maíz, trigo y patata a los huertos de frutas como manzana, peras, ciruelas y fresas. Un largo tramo de la vida silvestre de bosques agotados que es rico en flora comienza en el noreste de la ciudad. La industria está representada principalmente a través de la producción de mobiliario y de la moda destinados a los mercados europeos. La destilería cercana fabrica bebidas y Sudrigiu y también emplea una gran parte de la ciudad de la mano de obra. 
Disponibles o deportes populares en o alrededor de Beiuș son: la pesca de agua dulce (trucha, barbo, carpa, barbo cacho Dace y al menos una docena de otras especies comestibles), espeleología (espeleología), fútbol (domingo de fútbol local es un ritual para todas las edades) , Esquí, snowboard, trineo, canchas de tenis, excursiones, camping y escalada en roca. La caza de especies como: jabalí, corzo, conejo, faisán, paloma, perdiz o pato (principalmente ánades) también es popular.

## Población
Según el censo de 2002, Beiuș tiene una población de 10.996 habitantes. 
La estructura étnica de la población es la siguiente: 
Rumano 89,56% 
Húngaro 8,45% 
Gitanos 1,53% 
Otros 0,46% 

## Ciudades Hermanadas
- Békéscsaba, Hungría
- Komló, Hungría